# 마르티니크의 문장

마르티니크의 문장

마르티니크의 또 하나의 문장

마르티니크의 문장은 섬의 전 국기와 같은 진한 파란색과 흰색의 색으로 구성되어 있으며 "La collectivité au service du pays"라고 읽는다.

## 같이 보기
- 마르티니크의 기